# Monika Lašanc
Monika Lašanc (Zrenjanin, 1976) srpska je flautistkinja.

## Biografija
Završila je nižu i srednju muzičku školu "Josif Marinković" u Zrenjaninu, u klasi profesora Maročik Karolja. Studije na Fakultetu muzičkih umetnosti u Beogradu počela 1994. godine u klasi profesora Miodraga Azanjca, a završila 1998. godine u klasi profesora Ljubiše Jovanovića. Magistrirala je 2000. godine.
Najmlađi je dobitnik Nagrade grada Zrenjanina za izuzetno muzičko stvaralaštvo. Dobitnik je i nagrada fonda Jakov Srejović i fonda Bruno Brun.
Pohađala je časove kod poznatog flautiste Balin Janoša u Segedinu. Usavršavala se kod Mačela Debosta (Francuska), Katlin Častejn (SAD), Hristian Lardea (Francuska), Irene Grafenauer (Slovenija). 
Održala je niz solističkih koncerata i nastupala u mnogim kamernim ansamblima. Redovni je učesnik Tribine kompozitora, kao izvodjač. Od 2006. do 2010. godine je radila u Simfonijskom orkestru Radio televizije Srbije. 
Profesor je flaute u muzičkoj školi "Mokranjac" u Beogradu.
Osnivač je beogradskog muzičkog sastava MonicaMusic, u kojem nastupa uz Ivana Milunovića (klavir), Adrijanu Košutić Kocmanović (gitara), Nikolu Dragovića (violina) i Vladimira Gurbaja (klarinet).

## Spoljašnje veze
- Monika Lašanc
- Monika Lašanc video kanal
- Internet prezentacija muzičkog sastava MonicaMusic[мртва веза]